# Кузьмин-Караваев, Владимир Дмитриевич
Влади́мир Дми́триевич Кузьми́н-Карава́ев (28 августа [9 сентября] 1859, Борисково, Тверская губерния — 17 февраля 1927, Париж) — русский юрист, заслуженный профессор; общественный и политический деятель; брат генералов Д. Д. Кузьмина-Караваева и А. Д. Кузьмина-Караваева.

## Биография
Родился 28 августа (9 сентября) 1859 года в имении Борисково, бежецкого уезда Тверской губернии в семье Дмитрия Николаевича Кузьмина-Караваева (1818—1883); мать — дочь генерала Христиана Николаевича Бушена Мария Христиановна (1828—1883).
В 1878 году был выпущен из Пажеского корпуса; служил в лейб-гвардии Конно-артиллерийской бригаде.
В 1883 году окончил Александровскую военно-юридическую академию; 22 июня 1884 года в чине штабс-капитана был переведён в военно-судебное ведомство. С 25 декабря 1890 года — военный следователь Петербургского военного округа.
С 1890 года — экстраординарный профессор уголовного права Военно-юридической академии. С 5 февраля 1895 года — ординарный профессор. Генерал-майор (1901). Член Юридического общества при Петербургском университете. С 1898 года Кузьмин-Караваев поместил ряд статей в «Праве», «Вестнике Европы», «Северном курьере», «Руси» и других изданиях. Статьи и речи, касающиеся земства и крестьянского права, в 1904 году выпустил отдельной книгой: «Земство и деревня».
В 1905 году получил звание заслуженного профессора Военно-юридической академии и вышел в отставку. Обстоятельства отставки представлены в мемуарах военного министра А. Ф. Редигера.
Еще одному судебному деятелю мне пришлось лично предложить оставить службу: генералу Кузьмину-Короваеву, брату товарища генерал-фельдцейхмейстера. Он был большой либерал и в Тверском земстве выступал с речами, не вязавшимися с военным мундиром, на что мне указал государь. Я вызвал Кузьмина-Кароваева и предложил ему подать в отставку. Он тотчас согласился и лишь просил отсрочки на один-два месяца, чтобы он мог получать полную пенсию, на что я дал согласие. Разговор шел в дружелюбном тоне; я ему выразил надежду, что не увижу его в рядах крайних партий, и он мне это обещал. Помню, что я об этом докладывал государю.А. Ф. Редигер

### Политическая деятельность
В 1897—1906 годах — гласный Бежецкого уездного и Тверского губернского земского собрания. С 1903 года — гласный Санкт-Петербургской городской думы. В 1904—1905 годах входил в Союз земцев-конституционалистов. В январе 1904 года, по требованию министра внутренних дел В. К. Плеве, был вынужден сложить звание гласного Тверского земства и Санкт-Петербургской городской думы. Осенью того же года в звании земского гласного восстановлен. Участвовал в частных совещаниях земских деятелей, в земских съездах. Основатель партии демократических реформ.
Депутат Государственной думы первого и второго созывов от Тверской губернии. Получил известность благодаря выступлению против смертной казни. Выборы в Думу третьего созыва проиграл.
С 1908 года — профессор Высших женских историко-литературных курсов. С 1908 года — приват-доцент, а затем — профессор юридического факультета Санкт-Петербургского университета.
С 1909 года — присяжный поверенный Санкт-Петербургской судебной палаты, выступал защитником на многих политических процессах.
В 1911—1916 годах — редактор отдела уголовного права и один из авторов Энциклопедического словаря Брокгауза и Ефрона.
В годы Первой мировой войны 1914—1918 годов — член Петроградского городского комитета Всероссийского союза городов, председатель ревизионной комиссии Всероссийского земского союза, член Центрального Военно-промышленного комитета. С 1915 года состоял членом редакции журнала «Вестник Европы» и вёл в нем отдел «Вопросы внутренней жизни».
Принимал участие в работе масонских организаций. Член лож «Заря Петербурга» (1909), «Полярная Звезда» (1908—1909).

### Революция и гражданская война
После Февральской революции назначен Временным правительством сенатором первого департамента Сената. В августе 1917 года на совещании общественных деятелей в Москве избран в Совет общественных деятелей. От этого совета избран в октябре 1917 года в Предпарламент.
В марте 1919 году уехал из России, некоторое время пробыл в Стокгольме, а с мая 1919 года жил в Гельсингфорсе. Входил в состав Политического совещания при генерале Юдениче. Осенью 1919 года переехал в Нарву, где заведовал продовольственным обеспечением Северо-Западной армии. После создания правительства С. Г. Лианозова отказался войти в него из-за несогласия с коалиционным составом правительства и его курсом на признание независимости отделившихся от России окраинных государств. В конце ноября 1919 году, после поражения белых в северо-западном районе России, вернулся в Гельсингфорс.

### В эмиграции
Жил в эмиграции в Париже. Принимал участие в различных общественных начинаниях, в частности в Русском национальном комитете (1921—1940) с центром в Париже, Русской академической группе Эмигрантского комитета, Союзе русских писателей и журналистов, в Объединении русских адвокатов во Франции. Преподавал во франко-русском институте и Парижском университете.
Был посвящён по рекомендации Кандаурова и Макшеева после опроса, проведённого Шереметевым, Слиозбергом и Аитовым 10 февраля 1923 года, в ложу «Астрея» № 500 Великой ложи Франции. Возвышен в степень подмастерья и мастера-масона 24 февраля 1923 года. Депутат в Великой ложе Франции в 1924—1926 годах. С 1924 года — член-основатель ложи «Гермес». Дародатель ложи до кончины. Знаменосец и делегат ВЛФ в 1927 году. Член капитула «Астрея» Верховного совета Франции. Посвящён в 4 градус 6 октября 1923 года, в 9 градус — 3 мая 1924 года, в 14 градус — 22 октября 1924 года, в 18 градус (после опроса, проведённого Н. В. Чайковским) — 2 мая 1925 года. Второй страж — в 1926 году. Первый страж — в 1927 году.
Скончался 17 февраля 1927 года в Париже. Похоронен на кладбище Баньё.

## Награды
Удостоен российских орденов Св. Станислава 2-й и 3-й степеней, Св. Анны 2-й и 3-й степеней, Св. Владимира 3-й степени.

## Семья
Был женат на дочери генерал-майора Дмитрия Христиановича Бушена Екатерине Дмитриевне (1856 — 06.01.1920). Их дети:
- Дмитрий (17.05.1886—16.03.1959) — 5 мая 1920 году принял католичество; в 1923 году был выслан из страны. По вызову Папы Римского уехал в Рим, стал католическим священником.
- Владимир (18.09.1889—?)
- Борис (27.02.1892[8]—1941) работал после революции врачом-гомеопатом, в 1924 году — врач 19-го участка Северо-Западной железной дороги (станция Гатчино)[9], в 1941 году был арестован и погиб при перевозке на Ладожском озере.
- Михаил (?—?), востоковед, после революции жил в Варшаве. В 1945 году вернулся в Советский Союз, восемь лет находился в лагере, потом преподавал латынь в Саратовском университете.